# Murraya microphylla
Murraya microphylla är en vinruteväxtart som först beskrevs av Merr. & Chun, och fick sitt nu gällande namn av Walter Tennyson Swingle. Murraya microphylla ingår i släktet Murraya och familjen vinruteväxter. Inga underarter finns listade i Catalogue of Life.